# Kommission für Wahrheit und Versöhnung
Die peruanische Kommission für Wahrheit und Versöhnung (spanisch Comisión de la Verdad y Reconciliación, CVR) hatte die Aufgabe, die Verbrechen im Krieg zwischen den Guerillaorganisationen auf der einen Seite und den Staatsorganen auf der anderen Seite während der Zeit des bewaffneten Konflikts in Peru von 1980 bis 2000 aufzuarbeiten.

## Einsetzung und Untersuchungsauftrag
Die Wahrheitskommission wurde im Juni 2001 von der Übergangsregierung unter dem peruanischen Präsidenten Valentin Paniagua eingesetzt. Das Mandat wurde im selben Jahr von Präsident Alejandro Toledo bestätigt und erweitert zur Wahrheits- und Versöhnungskommission.
Die Kommission sollte folgende Verbrechen untersuchen:
- Morde und Entführungen
- Vertreibunge
- Folter und andere schwere Verletzungen der körperlichen Unversehrtheit
- Verletzungen der kollektiven Rechte andiner und indigener Gemeinschaften
- Sonstige Verbrechen und schwere Verletzungen von Persönlichkeitsrechten

## Tätigkeit
Vorsitzender der Kommission war Salomón Lerner Febres, Philosophieprofessor und Rektor der Katholischen Universität Perus. Anders als in Wahrheitskommissionen anderer lateinamerikanischer Länder, waren nichtperuanische Spezialisten an der peruanischen Kommission nicht direkt beteiligt.
Am 28. August 2003 übergab die Kommission ihren neun Bände (ca. 6000 Seiten) umfassenden Abschlussbericht an Alejandro Toledo. Zur Verbreitung der Ergebnisse gab die Kommission auch eine mit Fotos und Grafiken versehene Kurzfassung in Heftform von 60 Seiten heraus sowie eine Broschüre in Spanisch und Quechua.

## Ergebnis der Untersuchung
Der Bericht geht von 69.280 Todesopfern aus. Hiervon seien 46 % vom „Sendero Luminoso“ (Leuchtender Pfad) zu verantworten, der damit der Hauptverantwortliche für die Verbrechen und die Menschenrechtsverletzungen sei. Das peruanische Militär trägt für 30 % der Opfer, paramilitärische Gruppen für 24 % der Opfer die Verantwortung. Dem Movimiento Revolucionario Túpac Amaru sind dem Bericht zufolge 1,5 % der dokumentierten Opfer zur Last zu legen.
75 % der Todesopfer hatten Quechua oder eine andere indigene Sprache als Muttersprache. 79 % der Opfer stammten aus ländlichen Gegenden. Von den 23.969 durch die Kommission namentlich registrierten Opfern stammten 40 % allein aus der Region Ayacucho. Von insgesamt etwa 55.000 Asháninka in Junín kamen nach Einschätzung der Kommission rund 6000 ums Leben, etwa 10.000 wurden innerhalb des Regenwaldgebietes des Ene, Tambo und Perené vertrieben und etwa 5000 in Lagern von Sendero Luminoso in den Anden gefangen gehalten. Zahlreiche Quechua-Dörfer insbesondere in Ayacucho wurden ausgelöscht, in Junín verschwanden 30 bis 40 Ashaninka-Dörfer von der Landkarte.
Weiterhin stellt der Bericht fest, dass sowohl die peruanische Polizei als auch das peruanische Militär erhebliche Verbrechen und Menschenrechtsverletzungen begangen hatten. Hierbei habe es sich nicht nur um individuelle Exzesse gehandelt, sondern eine systematische Praxis der Menschenrechtsverletzungen (siehe Schmutziger Krieg) sei zu beobachten gewesen.
Präsident Alberto Fujimori und Geheimdienstchef Vladimiro Montesinos wird u. a. die Verantwortung für Morde und Massaker durch die Todesschwadron „Colina“ gegeben.